# 劉宇坤
劉宇坤（Liu Yukun，1997年4月12日—），是一名中國男子射擊運動員，出生於陝西省西安市，主攻步槍項目，曾獲得2016年亞洲空氣槍射擊錦標賽男子10米氣步槍冠軍。他還是世界紀錄保持者和2024年巴黎奧運會50米男子三姿冠軍。

## 外部連結
- ISSF （页面存档备份，存于）
- 刘宇坤的新浪微博